# 埃德巴赫
埃德巴赫是奥地利上奥地利州克雷姆斯河畔基希多夫县的一个市镇。总面积8.3平方公里，总人口670人，人口密度80.7人/平方公里（2005年）。